# Recopa Sul-Brasileira de 2007
A Recopa Sul-Brasileira de 2007 foi a primeira edição desse torneio e teve como sede a cidade de Curitiba, no Paraná. Os jogos foram disputados no Estádio Janguito Malucelli. O campeão foi o Marcílio Dias, de Santa Catarina.

## Participantes
| Clube                   | Venceu o Torneio    |
| ----------------------- | ------------------- |
| Juventus-SP (São Paulo) | Copa FPF            |
| J.Malucelli (Curitiba)  | Copa Paraná         |
| Marcílio Dias (Itajaí)  | Copa Santa Catarina |
| Caxias (Caxias do Sul)  | Copa FGF            |

## Fórmula de Disputa
Os clubes jogaram em sistema eliminatório em apenas uma partida, que caso esta terminasse empatada, aconteceria uma prorrogação de 30 minutos e se esta não resolvesse, terminaria com uma disputa de pênaltis. Os vencedores das semifinais passaram para as finais e o vencedor desta foi declarado Campeão da Recopa Sul-Brasileira de 2007.

## Premiações
A equipe que se consagrou vitoriosa da Recopa Sul-Brasileira de 2007 teve prêmio em dinheiro de R$30.000,00 e a vice-campeã recebeu R$10.000,00.

## Confrontos
|  | Semi finais              | Semi finais |   |  | Finais                   | Finais |  |
|  |                          |             |   |  |                          |        |  |
|  | 5 de Dezembro – Curitiba |             |   |  |                          |        |  |
|  | Marcílio Dias            | 4           |   |  |                          |        |  |
|  | Juventus-SP              | 1           |   |  |                          |        |  |
|  |                          |             |   |  |                          |        |  |
|  |                          |             |   |  | 8 de Dezembro – Curitiba |        |  |
|  |                          |             |   |  | Marcílio Dias            | 4      |  |
|  |                          | Caxias      | 1 |  |                          |        |  |
|  |                          |             |   |  |                          |        |  |
|  |                          |             |   |  |                          |        |  |
|  |                          |             |   |  |                          |        |  |
|  | 6 de Dezembro - Curitiba |             |   |  |                          |        |  |
|  | J.Malucelli              | 1           |   |  |                          |        |  |
|  | Caxias                   | 2           |   |  |                          |        |  |

### Semi-Finais
| 5 de Dezembro de 2007 16:00 | Marcílio Dias                                   | 4–1         | Juventus-SP | Curitiba, Janguito Malucelli Árbitro: Antonio dos Santos (Paraná) |
|                             | Luiz Ricardo 1', 46' Fabrício 36' Claudemir 83' | (Relatório) | Xuxa 45'    |                                                                   |

| 6 de Dezembro de 2007 16:25* | J.Malucelli    | 1–2 (PRO)   | Caxias                        | Curitiba, Janguito Malucelli Árbitro: Maurício dos Santos (Paraná) |
|                              | Diogo 6' (pen) | (Relatório) | Sandro Sotilli 32' Kempes 94' |                                                                    |

* A partida levou atraso de 25 minutos por causa da chuva, o horário inicial era às 16:00

### Final
| 8 de Dezembro de 2007 16:00 | Marcílio Dias                                   | 4–1         | Caxias                      | Curitiba, Janguito Malucelli Árbitro: |
|                             | Váldson 20' Luiz Ricardo 34' (pen), 70', 90'+2' | (Relatório) | Castor 40' (pen), 50' (pen) |                                       |

## Campeão
| Recopa Sul-Brasileira de 2007     |
| --------------------------------- |
| Marcílio Dias Campeão (1º Título) |